# LATAM 칠레의 운항 노선
아래는 LATAM 칠레의 취항지 목록으로 자회사인 LATAM 아르헨티나, LATAM 페루, LATAM 에콰도르, LATAM 콜롬비아도 포함된다.(2012년 1월 현재)

## 운항 노선

### 아시아

#### 서남아시아
- 이스라엘
  - 텔아비브 - 벤구리온 국제공항 - (2018년 9월 12일 신규취항)

### 유럽

#### 서유럽
- 독일
  - 프랑크푸르트 - 프랑크푸르트 국제공항

#### 남유럽
- 스페인
  - 마드리드 - 마드리드 바라하스 국제공항

### 아메리카

#### 북아메리카
- 미국
  - 뉴욕 - 존 F. 케네디 국제공항
  - 로스엔젤레스 - 로스엔젤레스 국제공항
  - 마이애미 - 마이애미 국제공항
- 멕시코
  - 멕시코시티 - 멕시코시티 국제공항
  - 캉쿤 - 캉쿤 국제공항

#### 남아메리카
- 볼리비아
  - 라파스 - 엘알토 국제공항
  - 산타크루스데라시에라 - 비루비루 국제공항
- 브라질
  - 리우데자네이루 - 리우데자네이루 갈레앙 국제공항
  - 상파울루 - 상파울루 구아룰류스 국제공항
  - 플로리아노폴리스 - 에르씰리오 루즈 국제공항 계절편
- 아르헨티나
  - 부에노스아이레스
    - 미니스토로 피스타리니 국제공항 - (LATAM 아르헨티나 허브)
    - 아에로파르케 호르헤뉴베리 국제공항 - (LATAM 아르헨티나 허브)

  - 리오가제고스 - 리오가제고스 국제공항
  - 멘도사 - 엘 프레미오 국제공항
  - 산 후안 - 도밍고 사르미엔토 국제공항
  - 살타 - 마르틴 미겔 데 구에메스 국제공항
  - 우수아이아 - 우수아이아 말비나스 아르헨티나스 국제공항
  - 코르도바 - 인헤니에로 아에로나르띠꼬 엠브로시오 L.V. 타라벨라 국제공항
- 에콰도르
  - 키토 - 마리스칼 수크레 국제공항
  - 과야킬 - 호세 호아킨 올메도 국제공항
- 우루과이
  - 몬테비데오 - 카라스코 국제공항
  - 푼타델에스테 - 카티안 델 콘비타 카리오스 A. 코르비오 국제공항 계절편
- 칠레
  - 산티아고 - 코르도 아르투로 메리노 베니테즈 국제공항 - (LATAM 칠레 메인 허브)
  - 아리카 - 치콜카 국제공항
  - 안토파가스타 - 세로 모레노 국제공항
  - 이키케 - 디고 아라키나 국제공항
  - 칼라마 - 엘로하 국제공항
  - 콘셉시온 - 카리엘 수르 국제공항
  - 발마세다 - 발마세다 공항
  - 코파포 - 데지에르토 델 아타카마 공항
  - 푸에르토몬트 - 엘 떼뿌알 국제공항
  - 푼타아레나스 - 푼타아레나스 국제공항
  - 라세레나 - 라 플로리다 공항
  - 발디비아 - 피쵸 공항
  - 발마세다 - 발마세다 공항
  - 오소르노 - 카냘 바호 칼로 훗 시바트 공항
  - 테무코 - 마쿠후 공항
- 콜롬비아
  - 보고타 - 엘도라도 국제공항 - (LATAM 콜롬비아 허브)
- 포클랜드 제도
  - 스탠리 - RAF 마운트 플레전트
- 페루
  - 리마 - 호르헤차베스 국제공항 - (LATAM 페루 허브)

### 카리브해
- 도미니카 공화국
  - 푼타카나 - 푼타카나 국제공항
- 쿠바
  - 아바나 - 호세 마르티 국제공항

### 오세아니아
- 오스트레일리아
  - 시드니 - 시드니 킹스포드 스미스 국제공항
  - 멜버른 - 멜버른 공항
- 뉴질랜드
  - 오클랜드 - 오클랜드 국제공항
- 칠레령 이스터 섬
  - 이스터 섬 - 마타베리 국제공항
- 프랑스령 폴리네시아
  - 파페에테 - 파 국제공항

## 과거 취항지

### 유럽

#### 남유럽
- 프랑스
  - 파리 - 파리 샤를 드 골 국제공항

- 이탈리아
  - 밀라노 - 밀라노 말펜사 국제공항

### 아메리카

#### 북아메리카
- 미국
  - 샌프란시스코 - 샌프란시스코 국제공항
- 캐나다
  - 토론토 - 토론토 피어슨 국제공항
- 파나마
  - 파나마시티 - 토쿠멘 국제공항

#### 남아메리카
- 베네수엘라
  - 카라카스 - 시몬 볼리바르 국제공항
- 브라질
  - 브라질리아 - 브라질리아 국제공항
  - 살바도르데바이아 - 데푸타두 루이스 에두아르두 마갈량이스 국제공항
- 아르헨티나
  - 로사리오 - 로사리오 이스라스 말비나스 국제공항
  - 산카를로스데바릴로체 - 테니티드 루스 카델리아 국제공항
- 칠레
  - 릴리코 - 릴리코 토르카 공항
  - 바예나르 - 바예나르 공항
  - 알토팔레나 - 알토팔레나 공항
  - 엘살바도르 - 리카르도 가르시아 포사다 공항
  - 오바예 - 오바예 공항
  - 칠란 - 칠란 엘카르멘 공항
  - 포르베니르 - 푸엔테스 마르티네즈 공항
  - 푸에르토윌리엄스 - 가디아마리아나 자르나투 공항
- 콜롬비아
  - 카르타헤나 - 라파엘 뉴녜즈 국제공항
- 파라과이
  - 아순시온 - 실비오 페티로시 국제공항

#### 카리브해
- 자메이카
  - 몬테고베이 - 노먼 맨리 국제공항